# Linden (Berne)
Pour les articles homonymes, voir Linden.

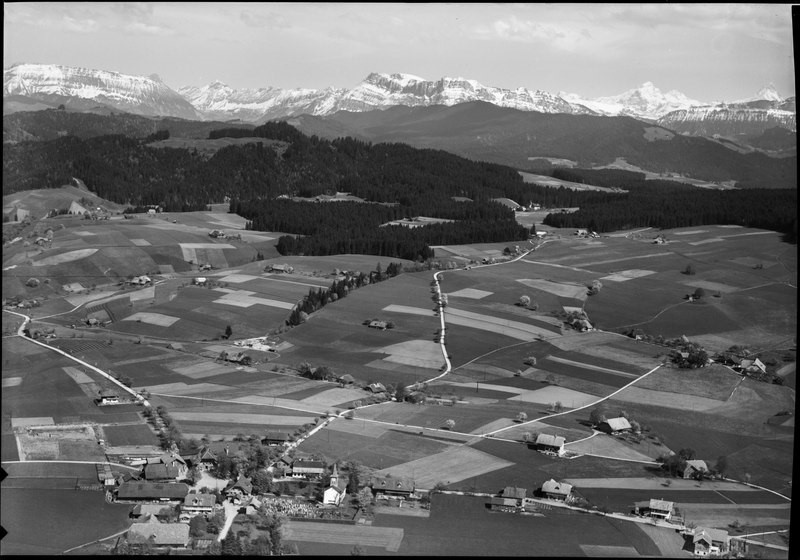
Photo aérienne (1954)

Linden est une commune suisse du canton de Berne, située dans l'arrondissement administratif de Berne-Mittelland.

## Personnalités
Thomas Lüthi, pilote moto, est né le 6 septembre 1986 à Linden.